# Nelson Rodrigues
Nelson Falcão Rodrigues (ur. 23 sierpnia 1912 w Recife, zm. 21 grudnia 1980 w Rio de Janeiro) – brazylijski dramaturg, powieściopisarz i dziennikarz.
Gdy miał 3 lata, jego rodzina przeniosła się z nim do Rio de Janeiro. Pracę dziennikarza rozpoczął w założonej przez ojca gazecie "A Manhã", później w innej gazecie założonej przez ojca, "Crítica"; na początku lat 30., podczas wielkiego kryzysu, gazeta ta została zamknięta. W tym samym czasie jego brat Roberto został zastrzelony i wkrótce potem zmarł jego ojciec; on sam dwukrotnie przebywał w szpitalu z powodu gruźlicy. Od 1936 pracował w gazecie sportowej "Jornal dos Sports", później pracował też w kilku innych gazetach sportowych. W 1941 napisał sztukę A Mulher Sem Pecado (Kobiety bez grzechu). Jego sztuki były pełne napięcia i nowatorskie pod względem formy i treści. W 1943 w Rio de Janeiro została wystawiona jego nowa sztuka Vestido de noiva (wyreżyserowana przez Z. Ziembińskiego), która spotkała się z uznaniem krytyków i publiczności; uznano ją za początek spóźnionej modernistycznej odnowy brazylijskiego teatru. Zmarł w wyniku tętniaka aorty.